# Stratford Canning, 1. Viscount Stratford de Redcliffe

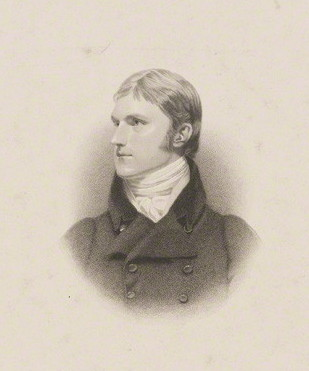
Stratford Canning

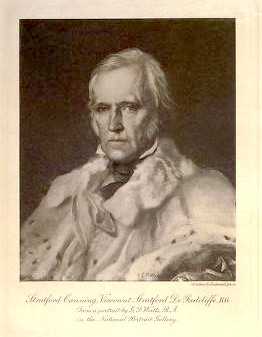
Stratford Canning, 1. Viscount Stratford de Redcliffe

Charles Stratford Canning, 1. Viscount Stratford de Redcliffe KG GCB PC (* 4. November 1786 in London; † 14. August 1880 in Frant Court (Kent)) war ein britischer Diplomat und langjähriger Botschafter an der Hohen Pforte.

## Leben und Werk
Stratford Canning wurde als Sohn eines wohlhabenden Kaufmanns in London geboren und war ein Vetter des Politikers George Canning. Er wurde bereits 1809 als britischer Gesandtschaftssekretär nach Konstantinopel berufen. 1814 ging er als bevollmächtigter Minister nach Basel und nach Zürich, wo er noch bis 1815 an der Abfassung der Schweizer Bundesakte teilnahm. 1815 hielt er sich während des Kongresses in Wien auf und ging danach auf diplomatischen Missionen nach Washington, D.C. und Petersburg.
Im Februar 1826 wurde er britischer Gesandter in Konstantinopel und wirkte für die Beilegung der Differenzen zwischen der Türkei und Griechenland. Da indes die Pforte seine Vorschläge verwarf, verließ er 1827 Konstantinopel, ging 1828 als außerordentlicher Gesandter nach Griechenland und kehrte, nachdem er an den Pariser Konferenzen zur Feststellung der Grenzen dieses Königreichs teilgenommen hatte, nach England zurück. Von April 1828 bis Juli 1830 war er Abgeordneter im House of Commons für den Bezirk Old Sarum. Im Oktober 1831 abermals zum Gesandten in Konstantinopel ernannt, nahm er wiederum an den Verhandlungen über die Regulierung der Grenzen Griechenlands teil und sah seine Bestrebungen durch den Londoner Vertrag vom 7. Mai 1832 gekrönt. In den Jahren 1833 und 1834 war er außerordentlicher Gesandter in Madrid und Petersburg, von Januar 1835 bis 1841 Abgeordneter im House of Commons für den Bezirk King’s Lynn.

### Botschafter in Konstantinopel (1841–1858)
1841 ging er erneut als Gesandter nach Konstantinopel und war dort bis 1858 unermüdlich damit beschäftigt, den russischen Einfluss in der Türkei einzudämmen und auch jedes Vordringen eines französischen oder österreichischen Einflusses zu verhindern. Schließlich war er seines Postens in der Türkei müde, zumal er höhere Ambitionen hatte, etwa den Posten als britischer Außenminister (Secretary for Foreign Affairs) oder wenigstens die Botschafterstelle in Paris; sein Freund Lord Derby hatte ihm entsprechende Hoffnungen gemacht.  Daraus wurde jedoch nichts, stattdessen beließ man ihn auf seinem Posten und vertröstete ihn mit der Erhebung in den erblichen Adelsstand, indem man ihm am 24. April 1852 den Titel Viscount de Redcliffe, in der County of Somerset, verlieh. Stratford gab aber nicht nach und verließ Konstantinopel eigenmächtig im Juni 1852, wo er einen Chargé d’affaires zurückließ. Er war durchaus nicht willens, dorthin zurückzukehren, obwohl es ihm in England nicht gelang, eine andere Verwendung zu erhalten. Schließlich trat er im Januar 1853 von seinem Botschafterposten zurück. Die neue Regierung unter Lord Aberdeen berief ihn jedoch umgehend erneut auf diesen Posten, zumal sich die Situation im Osmanischen Reich zuspitzte und Stratford der erfahrenste Diplomat war, den Großbritannien aufbieten konnte. Stratford akzeptierte widerwillig, zögerte aber seine Abreise noch mehrere Wochen hinaus. Schließlich begab er sich im März – via Paris, Wien (wo er den alten Metternich traf), Triest und Malta – wieder zurück nach Konstantinopel. Dort traf er in der ersten Aprilwoche 1853 ein, und schon am 6. April hatte er seine erste Audienz bei Sultan Abdülmecid I.
In den folgenden Monaten wurde er sofort in die wachsenden diplomatischen Spannungen verwickelt, die im Herbst des Jahres zum Ausbruch des Krimkriegs führen sollten. Aus der Rückschau müssen die Monate vor dem Ausbruch des Kriegs als der Höhepunkt von Stratfords diplomatischer Karriere erscheinen. Richtig ist aber auch – obwohl die Verantwortlichkeiten im Einzelnen sehr umstritten sind –, dass Stratford maßgeblich an der Entstehung des Kriegs Anteil hatte, weil er die osmanische Regierung auf eine gegenüber Russland in jeder Hinsicht unnachgiebige Haltung einschwor. In Konstantinopel war er während der drei Jahre des Krimkriegs tätig. Er wurde erst im Jahr 1858 abberufen.

### Spätere Jahre
Im Juli 1858 nach England zurückgekehrt, nahm er seinen Sitz im House of Lords ein; 1869 erhielt er den Hosenbandorden. Ohne seitdem an der aktiven Politik teilzuhaben, galt er immer als eine der ersten Autoritäten in orientalischen Fragen und erhob in den Verwicklungen seit 1876 wiederholt seine Stimme, wobei er nicht durchweg die Maßnahmen des Ministeriums Beaconsfield billigte.
Er starb am 14. August 1880 auf seinem Landsitz Frant Court bei Tunbridge Wells in Kent. Da er keine Nachkommen hinterließ, erlosch sein Adelstitel mit seinem Tod.

## Schriften (Auswahl)
- 1866: Shadows of the Past. In Verse. Macmillan and Co., London [Gedichte] (Google)
- 1873: Why am I a Christian? Henry S. King & Co., London (Google)
- 1876: Alfred the Great in Athelnay. An Historical Play; with a Preliminary Scene. (ohne Verlagsangabe), London (Google)
- 1876: The Greatest of Miracles. Hatchards, London (Google)
- 1878: Recollections of the Revival of Greek Independence. In: The Nineteenth Century. A Monthly Review, Band IV (Juli–Dez. 1878), S. 377–392
- 1881: The Eastern Question. Being a Selection from his Writings during the Last Five Years of his Life. With a Preface by Arthur Penrhyn Stanley. Jon Murray, London (Textarchiv – Internet Archive)